# Ostraciinae
Sous-famille
Les Ostraciinae sont une sous-famille de poissons de la famille des Ostraciidae.

## Systématique
Cette sous-famille n'est pas reconnue par FishBase, GBIF, ITIS et NCBI qui placent ses genres et espèces directement dans la famille des Ostraciidae (voir celle-ci).